# Hollywood Whore
Hollywood Whore is de eerste single van het vijfde studioalbum van de Californische rockband Papa Roach, getiteld. Metamorphosis. Het is de tiende single van de band in totaal. Het werd eerst enkel als videoclip uitgebracht op 26 oktober 2008, beschikbaar en gratis download van de officiële site van de band, en op 28 oktober werd het beschikbaar als ep in exclusieve Canada-editie en als digitale single op iTunes.